# 仁愛大學
仁愛大學（じんあい だいがく，Jin-ai University）是一所位於日本福井縣越前市的私立大學，地址是福井縣越前市大手町3-1-1。

## 外部連結
- 仁愛大學網站 （页面存档备份，存于）